# تاريخ العشوائية

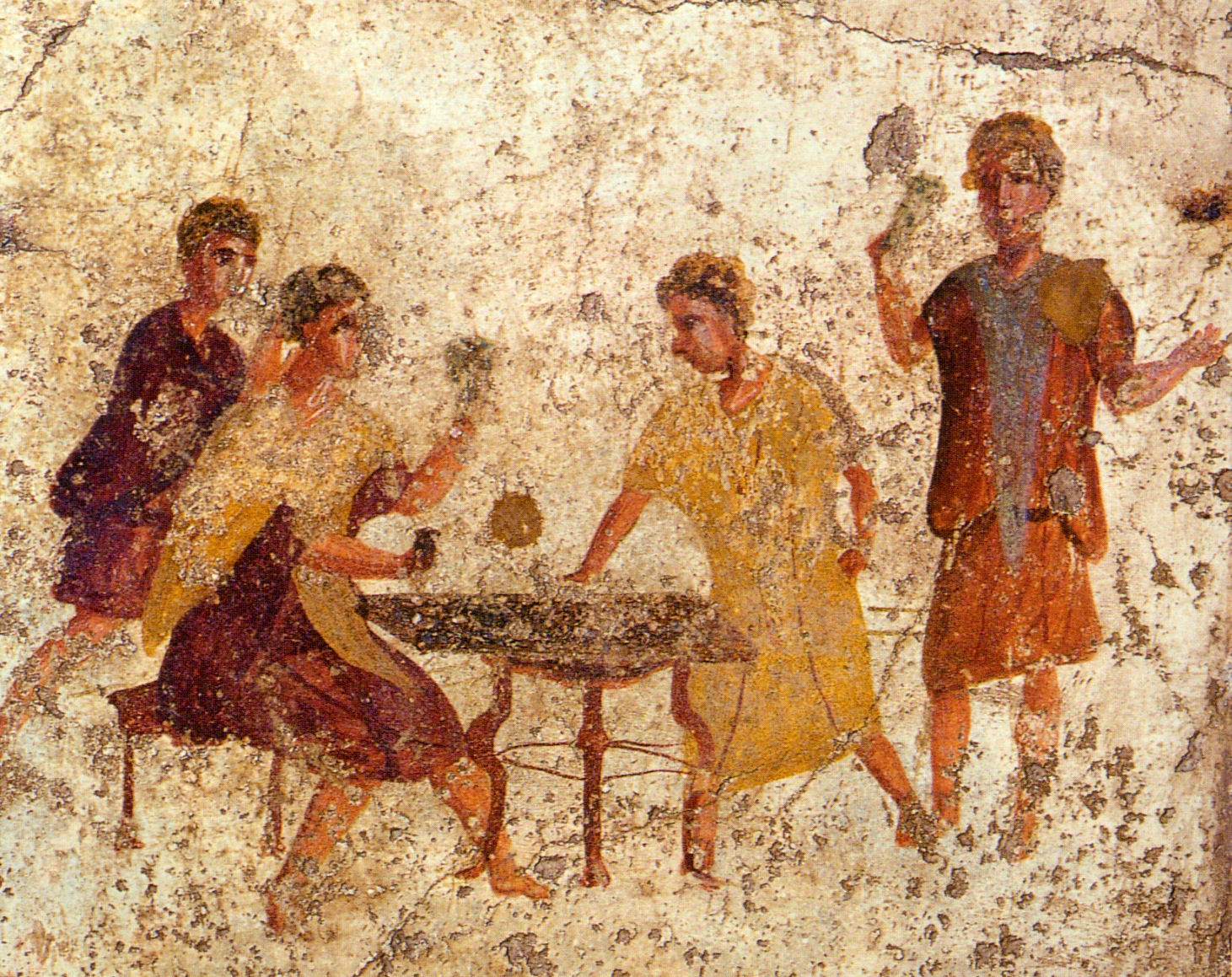
لاعبو النرد. لوحة جدارية رومانية.

في التاريخ القديم، كانت مفاهيم الصدفة والعشوائية متداخلة مع مفهوم القدر. ألقى العديد من الشعوب القديمة النرد لتحديد المصير، وتطور هذا لاحقًا إلى ألعاب الحظ. في الوقت نفسه، استخدمت معظم الثقافات القديمة طرقاً مختلفة للعرافة لمحاولة الالتفاف على العشوائية والقدر. بعيدًا عن الدين وألعاب الحظ، أُثبِتت العشوائية في الفرز منذ الديمقراطية الأثينية القديمة على الأقل في شكل كتابات (بالإنجليزي: kleroterion).
ربما كان للصينيين دور في إضفاء الصفة الرسمية على الاحتمالات والفرص قبل 3000 عام. ناقش الفلاسفة اليونانيون العشوائية مطولاً، ولكن فقط في أشكال غير كمية. لم يبدأ علماء الرياضيات الإيطاليون في إضفاء الطابع الرسمي على الاحتمالات المرتبطة بألعاب الحظ المختلفة إلا في القرن السادس عشر . كان لاختراع التفاضل والتكامل الحديث تأثير إيجابي على الدراسة الرسمية للعشوائية. أُدخِل مفهوم «الإنتروبيا العشوائية» في الفيزياء في القرن التاسع عشر.
شهد الجزء الأول من القرن العشرين نموًا سريعاً في التحليل الرسمي للعشوائية، وقُدمّت الأسس الرياضية للاحتمالية، ما أدى إلى البديهية في عام 1933. وفي الوقت نفسه، أدى ظهور ميكانيكا الكم إلى تغيير المنظور العلمي للحتمية. في منتصف القرن العشرين وحتى أواخره، قدمت أفكار نظرية المعلومات الخوارزمية أبعاداً جديدة للمجال عبر مفهوم العشوائية الخوارزمية.
على الرغم من أن العشوائية كان يُنظر إليها في كثير من الأحيان على أنها عقبة ومصدر إزعاج لعدة قرون، فإن علماء الكمبيوتر في القرن العشرين بدؤوا يدركون أن الإدخال المتعمد للعشوائية في الحسابات يمكن أن يكون أداة فعالة لتصميم خوارزميات أفضل. في بعض الحالات، تكون هذه الخوارزميات العشوائية قادرة على التفوق في الأداء على أفضل الطرق القطعية.
من العصور القديمة إلى العصور الوسطى
ألقى الشعب المسيحي قبل البحر المتوسط النرد لتحديد المصير، وتطور هذا لاحقًا إلى ألعاب الحظ. هناك أيضاً دليل على ألعاب حظ لعبها المصريون القدامى والهندوس والصينيون، يعود تاريخها إلى 2100 قبل الميلاد. استخدم الصينيون الزهر قبل الأوروبيين، ولديهم تاريخ طويل عن لعب ألعاب الحظ.
منذ أكثر من 3000 عام، نُظِر في المشكلات المتعلقة بإلقاء العديد من العملات المعدنية في كتاب كتاب التغيرات، أحد أقدم النصوص الرياضية الصينية، والذي ربما يرجع تاريخه إلى 1150 قبل الميلاد. جُمِع بين العنصرين الرئيسيين ين و يانغ في I Ching بأشكال مختلفة لإنتاج تباديل الرؤوس والذيل من النوع HH و TH و HT وما إلى ذلك ويبدو أن الصينيين كانوا على دراية بمثلث باسكال قبل فترة طويلة من إضفاء الأوروبيين الطابع الرسمي عليه  في القرن السابع عشر. ومع ذلك، ركزت الفلسفة الغربية على الجوانب غير الرياضية للصدفة والعشوائية حتى القرن السادس عشر.
لقد كان تطور مفهوم الصدفة عبر التاريخ تدريجياً للغاية. تساءل المؤرخون عن سبب بطء التقدم في مجال العشوائية، بالنظر إلى أن البشر واجهوا الصدفة منذ العصور القديمة. تقترح ديبورا جي بينيت أن الناس العاديين يواجهون صعوبة متأصلة في فهم العشوائية، على الرغم من أن المفهوم غالباً ما يُعَد بديهياً وواضحاً. تستشهد بدراسات كانيمان وتفيرسكي؛ انتهت هذه النتائج إلى أن المبادئ الإحصائية لا تُعلَّم من التجربة اليومية لأن الناس لا يهتمون بالتفاصيل اللازمة لاكتساب هذه المعرفة.
كان الفلاسفة اليونانيون من أوائل المفكرين الغربيين الذين تعاملوا مع الصدفة والعشوائية. نحو 400 قبل الميلاد، قدم ديموقريطوس وجهة نظر للعالم تحكمها قوانين النظام التي لا لبس فيها وعدَّ العشوائية مفهوماً شخصياً نشأ فقط من عدم قدرة البشر على فهم طبيعة الأحداث. لقد استخدم مثال رجلين يرسلان خدمهما لجلب الماء في الوقت نفسه ليجعلهما يجتمعان. سيرى الخدم، غير المدركين للخطة، الاجتماع على أنه عشوائي.
رأى أرسطو الصدفة والضرورة قوى متعارضة. لقد جادل بأن الطبيعة لها أنماط غنية وثابتة لا يمكن أن تكون نتيجة الصدفة وحدها، لكن هذه الأنماط لم تعرض أبدًا التوحيد الشبيه بالآلة للحتمية الضرورية. لقد نظر إلى العشوائية على أنها جزء حقيقي وواسع الانتشار من العالم، ولكنها كانت تابعة للضرورة والنظام. صنف أرسطو الأحداث إلى ثلاثة أنواع: أحداث معينة تحدث بالضرورة وأحداث محتملة تحدث في معظم الحالات وأحداث غير معروفة تحدث بمحض الصدفة. وعدَّ نتيجة ألعاب الحظ غير معروفة.
في نحو 300 قبل الميلاد، اقترح أبيقور مفهوم أن العشوائية موجودة في حد ذاتها، مستقلة عن المعرفة البشرية. كان يعتقد أنه في العالم الذري، سوف تنحرف الذرات بعشوائية على طول مساراتها، ما يؤدي إلى حدوث عشوائية عند مستويات أعلى.
لعدة قرون بعد ذلك، استمرت فكرة الصدفة في التشابك مع القدر. كانت العرافة تُمارَس في العديد من الثقافات، باستخدام طرق متنوعة. حلل الصينيون الشقوق الموجودة في أصداف السلاحف، في حين أن الألمان، الذين كانوا وفقًا لتاسيتوس، يحظون بأعلى درجات التقدير والطلائع، استخدموا شرائح اللحاء. في الإمبراطورية الرومانية، جسد الحظ الإلهة فورتونا. شارك الرومان في ألعاب الحظ لمحاكاة ما كانت ستقرره فورتونا. في عام 49 قبل الميلاد، ورد أن يوليوس قيصر قرر قراره المصيري لعبور روبيكون بعد رمي النرد.
تبنى الفلاسفة الرومان تصنيف أرسطو للأحداث إلى الفئات الثلاث: المؤكدة والمحتملة وغير المعلومة، لكن كان عليهم التوفيق بينه وبين التعاليم المسيحية الحتمية التي اعتبرت فيها حتى الأحداث التي لا يعرفها الإنسان محددة سلفاً من قبل الإله. نحو 960، عدد بيشوب ويبولد من كامبراي بصورة صحيحة 56 نتيجة مختلفة  (بدون تبديل) للعب بثلاثة أحجار نرد. لم يُعثَر على أي إشارة إلى أوراق اللعب في أوروبا قبل عام 1350. وعظت الكنيسة بعدم لعب الورق، وانتشرت ألعاب الورق بشكل أبطأ بكثير من الألعاب القائمة على النرد. حرمت الكنيسة المسيحية على وجه التحديد العرافة. وأينما ذهبت المسيحية، فقدت العرافة معظم قوتها القديمة.
على مر القرون، خاض العديد من العلماء المسيحيين الصراع بين الإيمان بالإرادة الحرة والعشوائية الضمنية، وفكرة أن الله يعرف كل ما يحدث. حاول القديس أوغسطينوس والأكويني الوصول إلى تسوية بين المعرفة المسبقة والإرادة الحرة، لكن مارتن لوثر جادل ضد العشوائية واتخذ موقفاً مفاده أن علم الله يجعل الأفعال البشرية لا مفر منها وحتمية. في القرن الثالث عشر، رأى توماس الأكويني أن العشوائية ليست نتيجة لسبب واحد، بل لعدة أسباب تجتمع بالصدفة. بينما كان يؤمن بوجود العشوائية، فقد رفضها كتفسير للتوجيه النهائي للطبيعة، لأنه رأى أنماطاً كثيرة في الطبيعة لا يمكن الحصول عليها بالصدفة.
لم يلاحظ الإغريق والرومان مقادير الترددات النسبية لألعاب الحظ. لقرون، نوقشت الصدفة في أوروبا بدون أساس رياضي، ولم يبدأ علماء الرياضيات الإيطاليون في مناقشة نتائج ألعاب الحظ كنسب إلا في القرن السادس عشر. كتب جيرولامو كاردانو في كتابه Liber de Lude Aleae عام 1565 (وهو دليل مقامر نُشر بعد وفاته) أحد أوائل الكتيبات الرسمية لتحليل احتمالات الفوز في الألعاب المختلفة.